# 토요일 밤과 일요일 아침 (1960년 영화)
《토요일 밤과 일요일 아침》(영어: Saturday Night and Sunday Morning)은 영국에서 제작된 캐럴 라이스 감독의 1960년 싱크대 사실주의 영화이다. 1958년에 출간된 동명 소설이 원작이다. 앨버트 피니 등이 출연하였고, 토니 리처드슨 등이 제작에 참여하였다.

## 출연진
- 앨버트 피니
- 셜리 앤 필드
- 레이철 로버츠
- 힐다 베이커
- 노먼 로징턴
- 브라이언 프링글
- 로버트 코드런
- 엘시 왜그스타프

## 기타 제작진
- 총괄 제작: 해리 솔츠먼
- 미술: 테드 마셜
- 의상: 소피 더바인, 바버라 질렛